# Migration (The Amboy Dukes)
| Recensione | Giudizio |
| ---------- | -------- |
| AllMusic   | [ 1 ]    |

Migration è il terzo album degli The Amboy Dukes, pubblicato dalla Mainstream Records nel 1969 (la data di pubblicazione dell'album è alquanto contrastante, la maggior parte delle fonti la collocano all'inizio del 1969, in una pubblicazione statunitense di un catalogo per collezionisti di vinile, solitamente affidabilissima, la data indicata è il 1968).

## Tracce
Lato A
1. Migration (Instrumental) – 6:22 (Ted Nugent)
2. Prodigal Man – 8:40 (Ted Nugent)
3. For His Namesake – 4:20 (Steve Farmer)

Lato B
1. I'm Not a Juvenile Deliquent – 1:52 (Morris Levy)
2. Good Natured Emma – 4:33 (Ted Nugent)
3. Inside the Outside – 3:15 (Steve Farmer)
4. Shades of Green and Grey – 3:00 (Steve Farmer)
5. Curb Your Elephant – 3:50 (Andy Solomon)
6. Loaded for Bear – 3:03 (Ted Nugent)

Edizione CD del 2007, pubblicato dalla Sunrise Records
1. Migration – 6:06 (Ted Nugent)
2. Prodigal Man – 5:48 (Ted Nugent)
3. For His Namesake – 4:26 (Steve Farmer)
4. I'm Not a Juvenile Deliquent – 1:53 (Morris Levy)
5. Good Natured Emma – 4:37 (Ted Nugent)
6. Inside the Outside – 3:22 (Steve Farmer)
7. Shades of Green and Grey – 3:05 (Steve Farmer)
8. Curb Your Elephant – 3:49 (Andy Solomon)
9. Loaded for Bear – 3:05 (Ted Nugent)
10. J.B. Special – 2:32 (Steve Farmer, Ted Nugent) – Bonus Track
11. Sobbin' in My Mug of Beer – 2:21 (Steve Farmer, Ted Nugent) – Bonus Track

## Musicisti
- Steve Farmer - chitarra ritmica, voce, strumenti a corda
- Ted Nugent - chitarra solista, percussioni
- Rusty Day - voce solista, percussioni
- Andy Solomon - tastiere, voce, strumenti a fiato, percussioni, strumenti a corda
- Greg Arama - basso, voce (basso), percussioni
- Dave Palmer - batteria, percussioni